# Anka Grupińska

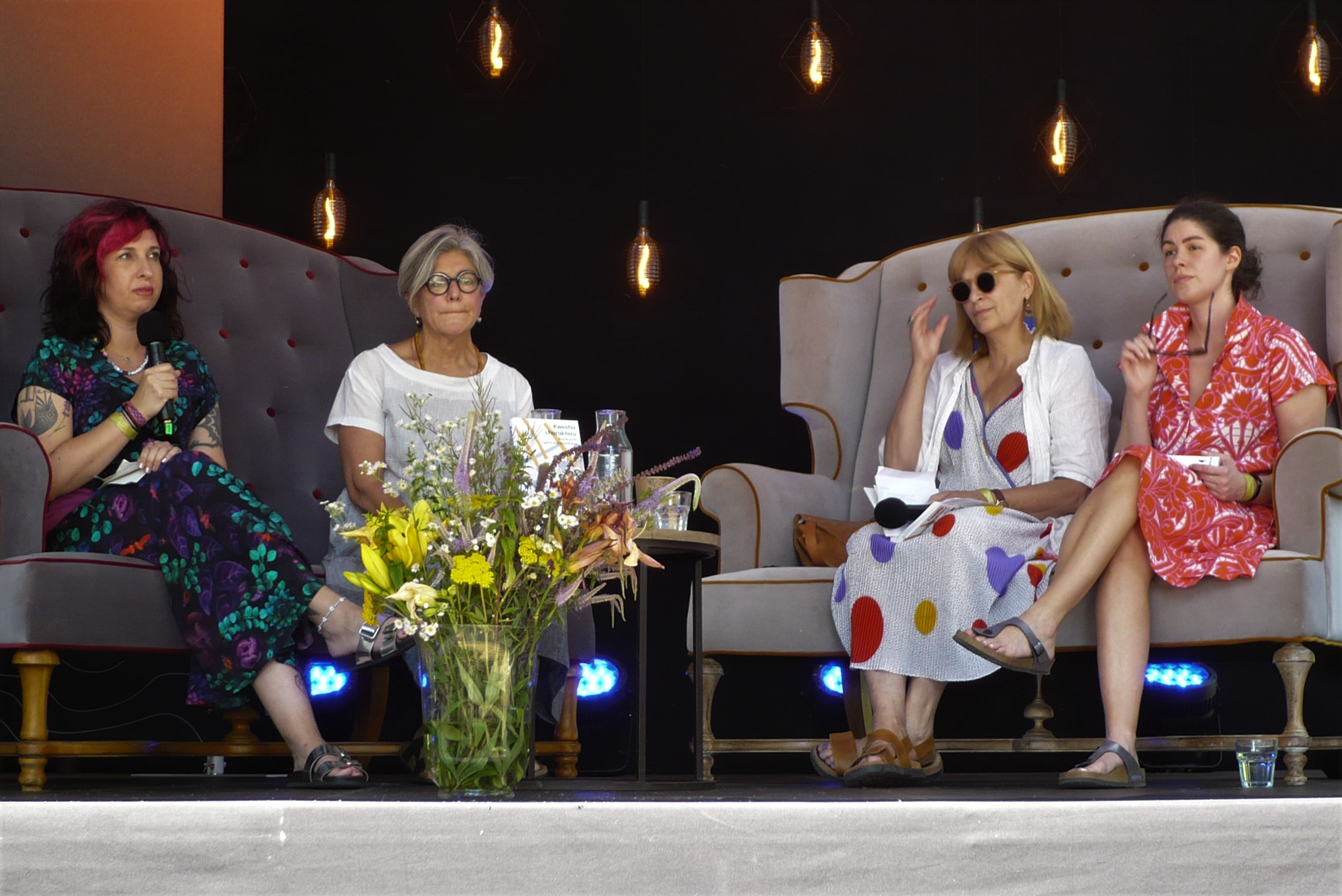
Anka Grupińska (2. v.l.) beim Festival Góry Literatury in Polen, 2023

Anka Grupińska, auch Anna Grupińska, geborene Anna Jakubowska (* 9. November 1956 in Koszalin), ist eine polnische Sachbuchautorin, Journalistin und Publizistin.

## Leben
Nach dem Abitur (polnisch Matura) studierte sie Anglistik an der Adam-Mickiewicz-Universität Posen und war dann 1981–1982 als Lehrerin für die Englische Sprache in einem Gymnasium (polnisch Liceum) in Posen angestellt. Nach der Entlassung war sie 1982–1984 als Lektorin für Englisch in einer Bibliothek in Krotoszyn und 1984–1984 gab sie lediglich Nachhilfeunterricht ohne fester Anstellung. Im September 1980 trat sie der Gewerkschaft Solidarność bei und 1983 war sie eine der Mitbegründer der Solidarność-Abteilung in Posen, Begründerin der illegalen Zeitschrift Czas Kultury und kolportierte Zeitschriften wie Czas, Czas Kultury und Veto.
Sie führte Gespräche mit den Überlebenden des Warschauer Ghetto-Aufstandes – in der Zeitschrift Czas erschien 1985 ihr Interview mit Marek Edelman, einem der Anführer des Aufstandes im Warschauer Ghetto. In Jahren 1988–1989 reiste sie nach Israel und dokumentierte die Erlebnisse von Zeitzeugen des Holocausts. Im Jahr 1999 erschien in Warschau ihr Buch über die Lage und Schicksal der chassidischen Frauen in Israel.  Sie war eine der Unterzeichnerinnen des Briefes an die ukrainische Gesellschaft (List do społeczeństwa ukraińskiego) vom 25. Oktober 2004. In ihren Schriften widmete sie sich dem Gedenken an die Kämpfer und Kämpferinnen der Jüdischen Kampforganisation und des Aufstandes im Warschauer Ghetto.
In den Jahren 1990–1994 war sie als Kulturattachée der polnischen Botschaft nach Tel Aviv-Jaffa entsandt. 2008 wurde ihr der Orden Polonia Restituta (Ritter) verliehen.

## Schriften (Auswahl)

### Bücher
- (Bearbeitung) Eugenia Szajn-Lewin: W Getcie Warszawskim. Wydawnictwo A5, Posen 1990.
  - Übersetzung Roswitha Matwin-Buschmann: Aufzeichnungen aus dem Warschauer Ghetto. Juli 1942 bis April 1943. Reclam-Verlag, Leipzig 1994, ISBN 3-379-01497-4.
- Po kole. Rozmowy z żydowskimi żołnierzami. Alfa, Warschau 1991.
  - Übersetzung Esther Kinsky: Im Kreis. Gespräche mit jüdischen Kämpfern. Verlag Neue Kritik, Frankfurt am Main 1993, ISBN 3-8015-0266-X.
- Najtrudniej jest spotkać Lilit. Opowieści chasydzkich kobiet. Jüdisches Historisches Institut (Warschau) Twój Styl, Warschau 1999.
- mit Basia Temkin-Bermanowa, Paweł Szapiro: Dziennik z podziemia. Jüdisches Historisches Institut (Warschau) Twój Styl, Warschau 2000.
- Ciągle po kole. Rozmowy z żołnierzami Getta Warszawskiego. Jüdisches Historisches Institut (Warschau) Twój Styl, Warschau 2000.
- Warszawa 1943. Warszawa 1944. Fotograf nieznany. Jüdisches Historisches Institut (Warschau) Twój Styl, Warschau 2002.
- mit Jan Jagielski, Paweł Szapiro: Getto Warszawskie. Wydawnictwo Parma Press, Marki 2002.
  - Übersetzung Jan und Margit Scharmach: Das Warschauer Ghetto. Wydawnictwo Parma Press, Marki 2005, ISBN 978-83-8915755-3.
- Odczytywanie listy. Opowieści o powstańcach żydowskich. Wydawnictwo Literackie, Krakau 2003.
- mit Joanna Wawrzyniak: Buntownicy. Polskie lata 70. i 80. Świat Książki, Warschau 2011.
- 12 opowieści żydowskich. (Premiere 2013).

### Publikationen
- mit Włodzimierz Filipek (1957–2005), „‹Red’ keinen Quatsch mein Kind …› Ein Gespräch mit Marek Edelman“ [„Rozmowa z Markiem Edelmanem“, in: Czas, Nr. 4/5 (1985); dt.], Anna Langer (Übers.), in: Babylon: Beiträge zur jüdischen Gegenwart, Heft 1 (1986), S. 92–107. ISSN 0931-6418
- mit Bogna Burska, Goethe-Institut Warschau: Żydzi Warszawy. The Jews of Warsaw. Die Warschauer Juden. 1861–1943. Jüdisches Historisches Institut (Warschau) 2003.
- Pamiętanie Peerelu. Opowieści o wspólnych i indywidualnych sposobach na system. 1956–89. Warschau 2006–2007.

## Auszeichnungen
- 2008: Orden Polonia Restituta